# WrestleMania 42

La 42e édition de WrestleMania est un Premium Live Event de catch (lutte professionnelle) produit par la World Wrestling Entertainment (WWE), une fédération de catch américaine qui est télédiffusée et visible en paiement à la séance et sur le WWE Network (en France et en Belgique), ainsi que gratuitement sur la chaîne de télévision française AB1. L'événement aura lieu les 18 avril et 19 avril 2026 au Allegiant Stadium à Paradise (Nevada). Il s'agit de la 42e édition de WrestleMania, qui fait partie avec le Royal Rumble, SummerSlam et les Survivor Series du « Big Four » à savoir « les Quatre Grands », les quatre plus grands événements que produit la compagnie chaque année.

## Production
WrestleMania est l'événement phare de la WWE en pay-per-view (PPV) et en streaming en direct, ayant été organisé pour la première fois en 1985. Il s'agissait du premier PPV produit par la compagnie et également du premier grand événement de la WWE disponible en streaming en direct lorsque la société a lancé le WWE Network en février 2014. C'est l'événement le plus ancien de l'histoire de la compagnie et il a lieu chaque année entre la mi-mars et la mi-avril, mettant en vedette des catcheurs de Raw et SmackDown. WrestleMania a été classé comme le sixième évènement sportif le plus rentable au monde par Forbes, et a été décrit comme le Super Bowl du divertissement sportif. Tout comme le Super Bowl, des villes soumettent leur candidature pour obtenir le droit d'accueillir WrestleMania.
Le 7 juin 2025, lors de Money in the Bank (2025), la WWE annonce la 42e édition de WrestleMania, qui se tiendra au Allegiant Stadium à Paradise (Nevada) les 18 et 19 avril 2025, il s'agit du troisième Wrestlemania à Las Vegas après WrestleMania 41 en 2025 et WrestleMania IX en 1993.
La ville de Minneapolis dans le Minnesota, était également finaliste pour accueillir l'événement au U.S. Bank Stadium. Ses partisans ont déclaré avoir été informés que la décision d'organiser l'événement dans la région de Las Vegas était due à un "changement de direction par la nouvelle direction", à la suite de la fusion en 2023 de la WWE et de l'UFC, basé à Las Vegas, sous le nom de TKO Group Holdings, contrôlé par Endeavor, l'ancien propriétaire exclusif de l'UFC.
L'U.S. Bank Stadium recevra finalement SummerSlam (2026).

## Contexte
Les spectacles de la World Wrestling Entertainment (WWE) sont constitués de matchs aux résultats prédéterminés par les scénaristes de la WWE. Ces rencontres sont justifiées par des storylines – une rivalité avec un catcheur, la plupart du temps – ou par des qualifications survenues dans les shows de la WWE telles que Raw et SmackDown. Tous les catcheurs possèdent une gimmick, c'est-à-dire qu'ils incarnent un personnage gentil (Face) ou méchant (Heel), qui évolue au fil des rencontres. Un événement comme WrestleMania est donc un événement tournant pour les différentes storylines en cours,.